# Bernard Allou
Bernard Allou (* 19. Juni 1975 in Cocody) ist ein ehemaliger ivorischer Fußballspieler.

## Karriere
Allou begann seine Karriere 1994 beim französischen Erstligisten Paris Saint-Germain. 1995 gewann er mit dem Verein den Coupe de la Ligue und Coupe de France. 1996 gewann er mit dem Verein den Europapokal der Pokalsieger. 1997 erreichte er das Finale des Europapokal der Pokalsieger. 1998 wechselte er zum japanischen Erstligisten Nagoya Grampus Eight. Von 1999 bis 2001 war er beim englischen Zweitligisten Nottingham Forest unter Vertrag. 2001 wechselte er nach Belgien und unterschrieb einen Vertrag beim Erstligisten RWD Molenbeek. Am Ende der 1. Division 2001/02 stieg der Verein in die dritten Liga ab. Von 2002 bis 2008 war er außerdem noch bei den Vereinen Royal White Star Brüssel und Léopold FC unter Vertrag.

## Erfolge
Paris Saint-Germain
- Französischer Ligapokalsieger: 1994/95
- Französischer Pokalsieger: 1994/95
- Europapokal der Pokalsieger: 1995/96